# Georg Wissowa
Georg Otto August Wissowa, né le 17 juin 1859 près de Breslau et mort le 11 mai 1931 à Halle (Saale), est un philologue allemand né à Neudorf.

## Biographie
Wissowa poursuit ses études secondaires au St. Matthias-Gymnasium, puis étudie à l'université de Breslau. Il devient professeur en 1886 à l'université de Marbourg, puis à l'université de Halle en 1895. En 1888, il devient également membre d'honneur de l'association philologique et historique, qui se fond plus tard dans la Marburger Burschenschaft Rheinfranken (de), dont il fait partie jusqu'à sa mort.
Wissowa  se spécialise dans l'étude de la religion de la Rome antique. Il est principalement connu aujourd'hui pour la Realencyclopädie der Classischen Altertumswissenschaft, encyclopédie portant sur les études classiques publiée par August Pauly (1796-1845) en 1839. En 1890, Wissowa commence à travailler sur la nouvelle édition, pensant pouvoir terminer ce projet en dix ans. Celui-ci ne sera toutefois pas terminé avant les années 1970 et la publication du dernier des quatre-vingt-trois volumes de l'encyclopédie.
Son autre œuvre majeure est son ouvrage publié en 1902 sur la religion romaine intitulé Religion und Kultus der Römer dans lequel il étudie le développement de la religion romaine et en décrit les dieux et les pratiques religieuses de manière structurée.
Wissowa a publié également une révision de la Sittengeschichte Roms (Histoire morale de Rome) de Ludwig Friedländer. Il a participé à l'encyclopédie de la mythologie grecque et romaine (Ausführlichem Lexikon der griechischen und römischen Mythologie) de Wilhelm Heinrich Roscher et a édité la deuxième édition du Römische Staatsverwaltung, vol. III (1885) de Joachim Marquardt. Le professeur Wissowa a dirigé Hermes (revue de philologie) de 1914 à 1922.